# Oljokma-Tsjarahoogvlakte
De Oljokma-Tsjarahoogvlakte (Russisch: Олёкмо-Чарское плоскогорье; Oljokmo-Tsjarskoje ploskogorje) is een hoogvlakte in het grensland van de Russische deelrepubliek Sacha (Jakoetië) met de kraj Transbaikal en de oblast Irkoetsk, aan de samenvloeiing van de rivier de Oljokma met haar zijrivier de Tsjara.
De hoogvlakte heeft een lengte van 90 kilometer van noord naar zuid bij een breedte van 10 tot 50 kilometer. De gemiddelde hoogte ligt tussen de 1000 en 1200 meter, met een maximum van 1693 meter op de waterscheiding van de rivieren Konda en Tokko. De hoogvlakte wordt doorsneden door een dicht netwerk van diepe valleien. De hogere delen zijn plateauvormig. Het noordelijke deel van het plateau bestaat uit Vroeg-Paleozoïsche kalksteen en het zuidelijke deel uit Precambrische metamorfe leisteen, die op sommige plekken wordt onderbroken door granietlagen.
Op sommige plaatsen op de hoogvlakte zijn sporen van eerdere ijstijden bewaard gebleven. De belangrijkste landschappen bestaan uit bergtaiga, open bossen en goltsy. Op de hellingen groeien lariksbossen en de toppen zijn bedekt met struikgewas van Siberische dwergdennen en bergtoendra-vegetatie.